# Stoelendans

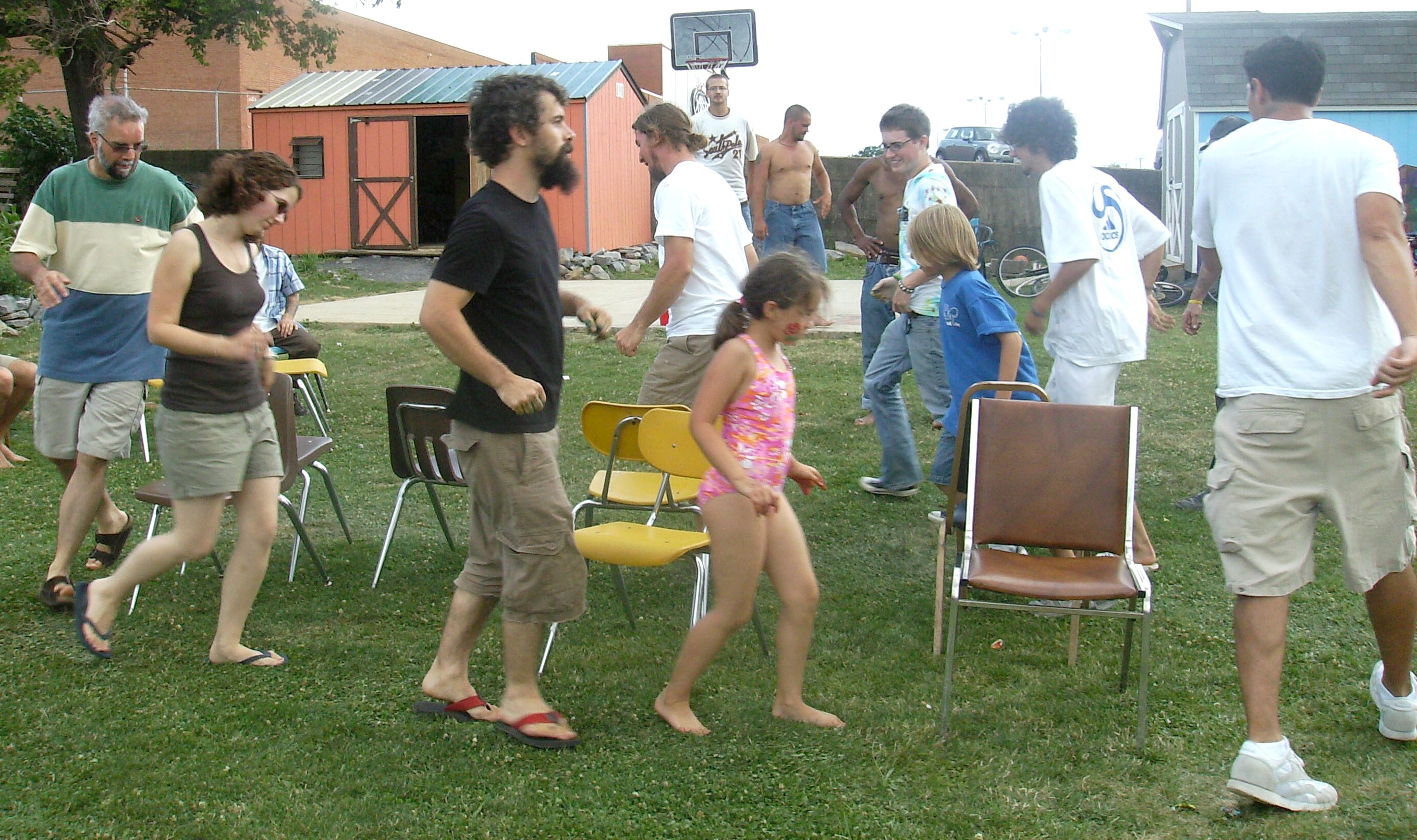
Stoelendans in Harrisonburg (Virginia)

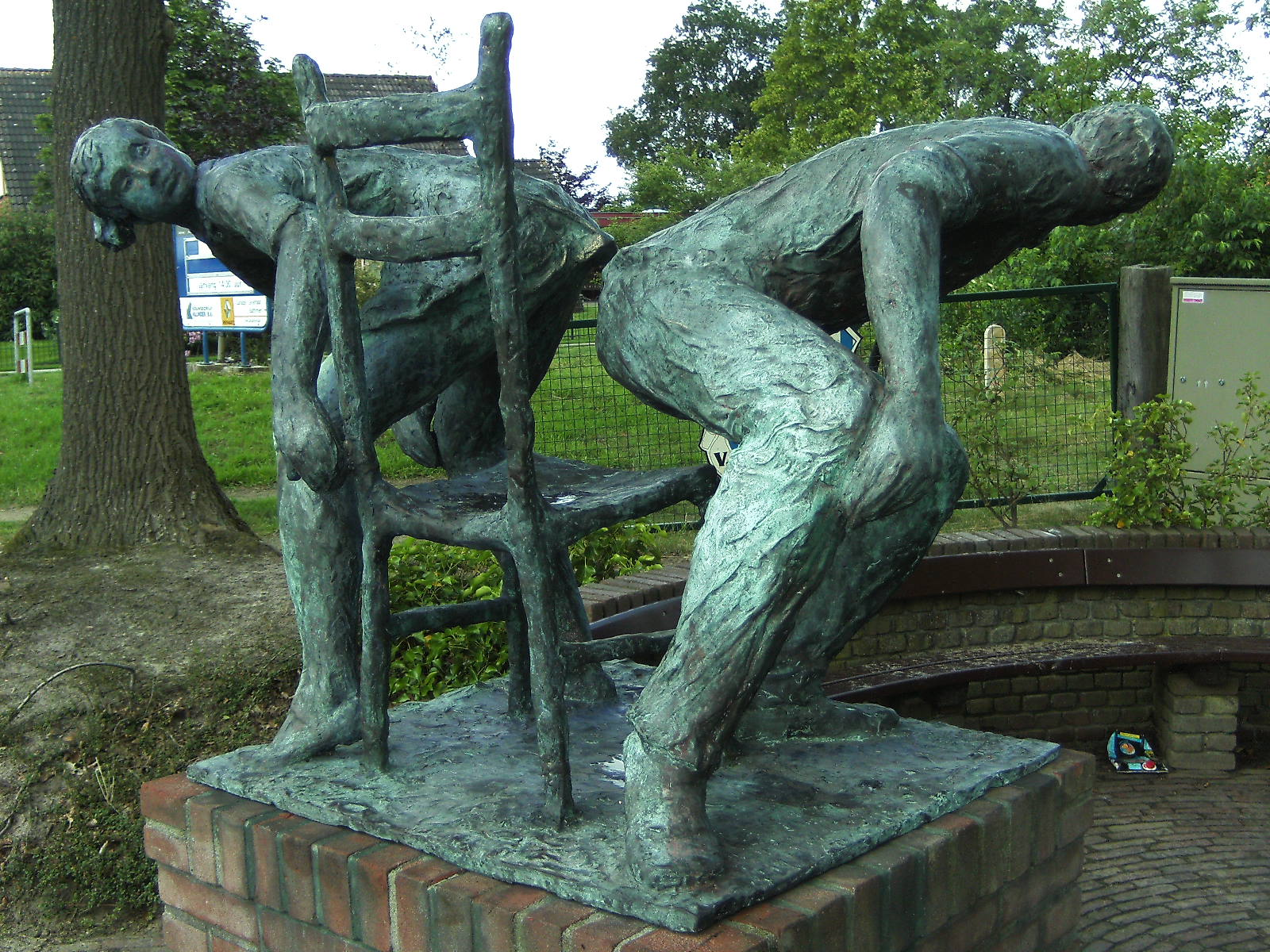
Stoelendans in Lettele

De stoelendans is een gezelschapsspel, ook gespeeld als kinderspel. Er zijn verschillende variaties, maar in principe werkt het spel op dezelfde manier: er wordt een aantal stoelen geplaatst in een cirkel of een rechthoek, waarbij er één stoel minder is dan het aantal deelnemers. Tijdens het spel wordt er muziek gespeeld. Terwijl de muziek speelt dansen of lopen de spelers rond of tussen de stoelen. Zodra de muziek stopt, proberen ze zo snel mogelijk een lege stoel te vinden. Wie geen stoel meer kan vinden doet niet meer mee, net zo lang tot er één deelnemer overblijft. Die is de winnaar.

## Varianten
- Er wordt één stoel minder neergezet dan het aantal deelnemers. Zolang de muziek loopt danst of loopt iedereen rond de stoelen. Zodra de muziek is gestopt, moet iedereen zo snel mogelijk een lege stoel zoeken. Degene die geen stoel heeft gaat bij iemand op schoot. Het spel gaat verder, maar nu met één stoel minder. Uiteindelijk zal de hele groep op één stoel moeten proberen te zitten.
- Een andere variant kan gebruikt worden indien er mensen in een rolstoel meespelen. Zij worden geduwd door iemand en de duwer moet vasthouden aan de rolstoel bij het gaan zitten. De rolstoel kan hierbij soms hinderen bij het snel bereiken van een vrije stoel of gebruikt worden voor het blokkeren van andere deelnemers.
- Bij de laatste twee deelnemers, - waar nu 1 stoel nog over is -, kan een natte spons op de stoel worden gelegd.
- Bij een grote groep kunnen per ronde meerdere stoelen weggehaald worden, tot nog een klein aantal deelnemers overgebleven is.
- Er bestaat ook een variant voor ruiters te paard. Hierbij worden de stoelen vervangen door strobalen die in een lijn in het midden van de rijbaan worden geplaatst. Als de muziek speelt rijden de ruiters op de paarden rondom de strobalen. Als de muziek stopt moeten de ruiters zo snel mogelijk naar een strobaal rijden, afstijgen en op de strobaal gaan staan. Wie dan geen strobaal meer kan bereiken valt dan af. Ook hierbij geldt dat ruiter die als laatste overblijft, wint.
- Er bestaat een variant waarbij de dansers op de stoel springen wanneer de muziek wordt stopgezet.

## Overdrachtelijk gebruik
Er zijn vele situaties in het maatschappelijk verkeer die aan een stoelendans doen denken. Een berucht voorbeeld is een reorganisatie waarbij het aantal arbeidsplaatsen vermindert.
Ook in de politiek komt een stoelendans geregeld voor, zoals bij 
- verkiezingen voor de plaatsing van kandidaten op een lijst of de
- regeringsvorming zoals vaak in de (Belgische) politiek: Meestal omdat de regionale verkiezingen niet samenvallen met de federale verkiezingen. Bij de vorming van bijvoorbeeld de Vlaamse regering maken sommige ministers de overstap vanuit de federale regering, die dan daar worden vervangen door ministers die op hun beurt bijvoorbeeld uit een grote gemeente komen, alwaar zij in hun burgemeesters- of schepenambt moeten worden vervangen door....

## Formule 1
Een bijzondere vorm van de term stoelendans geschiedt in de Formule 1. Omdat er altijd een beperkt aantal stoeltjes (vaktaal: beschikbare plaatsen voor een racecoureur) zijn en er altijd meer coureurs zijn dienen de coureurs vaak hun zaakjes snel rond te krijgen. Er zijn teams waarbij de coureurs moeten betalen maar er zijn ook teams die jonge talenten kiezen of een goede gevestigde coureur nemen. Indien een rijder niet voor het begin van het Formule 1-seizoen zijn plek gevonden heeft en alle teams al vol zitten zit er vaak maar één optie op: later in het seizoen voor een ontslagen of geblesseerde coureur invallen of reserve/testcoureur worden bij een van de Formule 1-teams.

## Stoelendans in andere talen
- Kantonees -  爭凳仔 (letterlijk: stoelengevecht)
- Deens -  "Stoledans" (Stoelendans)
- Engels - "Musical chairs" (Muzikale stoelen) indien het spel onder muzikale begeleiding wordt gespeeld; het kinderspel heet ook wel "Who'll Take the Chair?"
- Frans - "Chaises musicales" (Muzikale stoelen)
- Duits - "Reise nach Jerusalem" (Reis naar Jeruzalem)
In het voormalig Oost-Duitsland werd en wordt het spel Stuhltanz genoemd, omdat elke verwijzing naar Israël in de communistische tijd niet gewenst was.
- Italiaans - "Il gioco della sedia" (Het spel van de stoel)
- Portugees - "Dança das cadeiras" (Dans van de stoelen)
- Russisch - "Море волнуется" (Storm op zee)
- Roemeens - "Pǎsǎricǎ mutǎ-ţi cuibul" (Vogeltje, verplaats je nest)
- Spaans - "El juego de las sillas" of "El juego de la silla" (Het spel van de stoelen)
- Thai -  "Kao'ee Dontri" (Muzikale stoelen)
- Zweeds - "Hela havet stormar" (Het stormt op de gehele zee)
- Arabisch - ''Kersi karasi'' (één stoel, meerdere stoelen)